# Galemys pyrenaicus
Il desman pirenaico (Galemys pyrenaicus É. Geoffroy, 1811) è un piccolo mammifero semi-acquatico che vive sui Pirenei e nella parte settentrionale della penisola iberica. È l'unica specie del genere Galemys e vive in aree palustri e temperate.

## Descrizione
Il desman pirenaico è lungo 11–16 cm e ha una coda di 12–16 cm; pesa 35-80 g (la femmina è più grande del maschio). Può vivere più di 3,5 anni. È un insettivoro dalle abitudini notturne.

Le zampe posteriori somigliano a quelle del topo: sono robuste e agili, e sono usate per muoversi rapidamente nell'acqua. La parte anteriore del corpo è simile a quella di una talpa; le zampe anteriori sono adattate per scavare la terra e creare tane per difendersi dai predatori e per allevare la prole.
È dotato di un caratteristico muso prolungato, tanto che in Francia è soprannominato rat à trompette per la forma del suo muso.

## Sottospecie
Sono conosciute due sottospecie di desman iberico: 
- Galemys pyrenaicus pyrenaicus, E. Geoffroy, 1811. È più piccolo e vive sui due versanti franco-spagnoli dei Pirenei.
- Galemys pyrenaicus rufulus, Graells, 1897. Si trova nella Cordigliera Cantabrica, nella Galizia, nel nord del Portogallo e nel Sistema Centrale iberico.

## Minacce
L'habitat del desman iberico è molto vulnerabile: le minacce sono l'inquinamento idrico e la frammentazione dell'habitat a causa della costruzione di centrali idroelettriche e bacini idrici.
I principali predatori del desman iberico sono il visone americano, specie alloctona oggetto di progetti di eradicazione, ed altri predatori naturali quali la lontra, alcuni uccelli trampolieri, come la cicogna bianca o l'airone cenerino, oltre ai rapaci notturni.